# Indukciós főzés

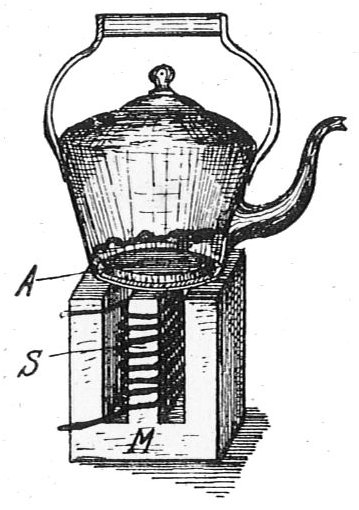
Egy korai, 1909-ből származó indukciós tűzhely-szabadalom szemlélteti az indukciós tűzhely elvét. Az S tekercsben folyó áram mágneses teret indukál az M mágneses magban. A mágneses tér áthalad az edény A alján, és örvényáramokat indukál benne. Ettől a koncepciótól eltérően a modern főzőfelület elektronikusan generált nagyfrekvenciás áramot használ.

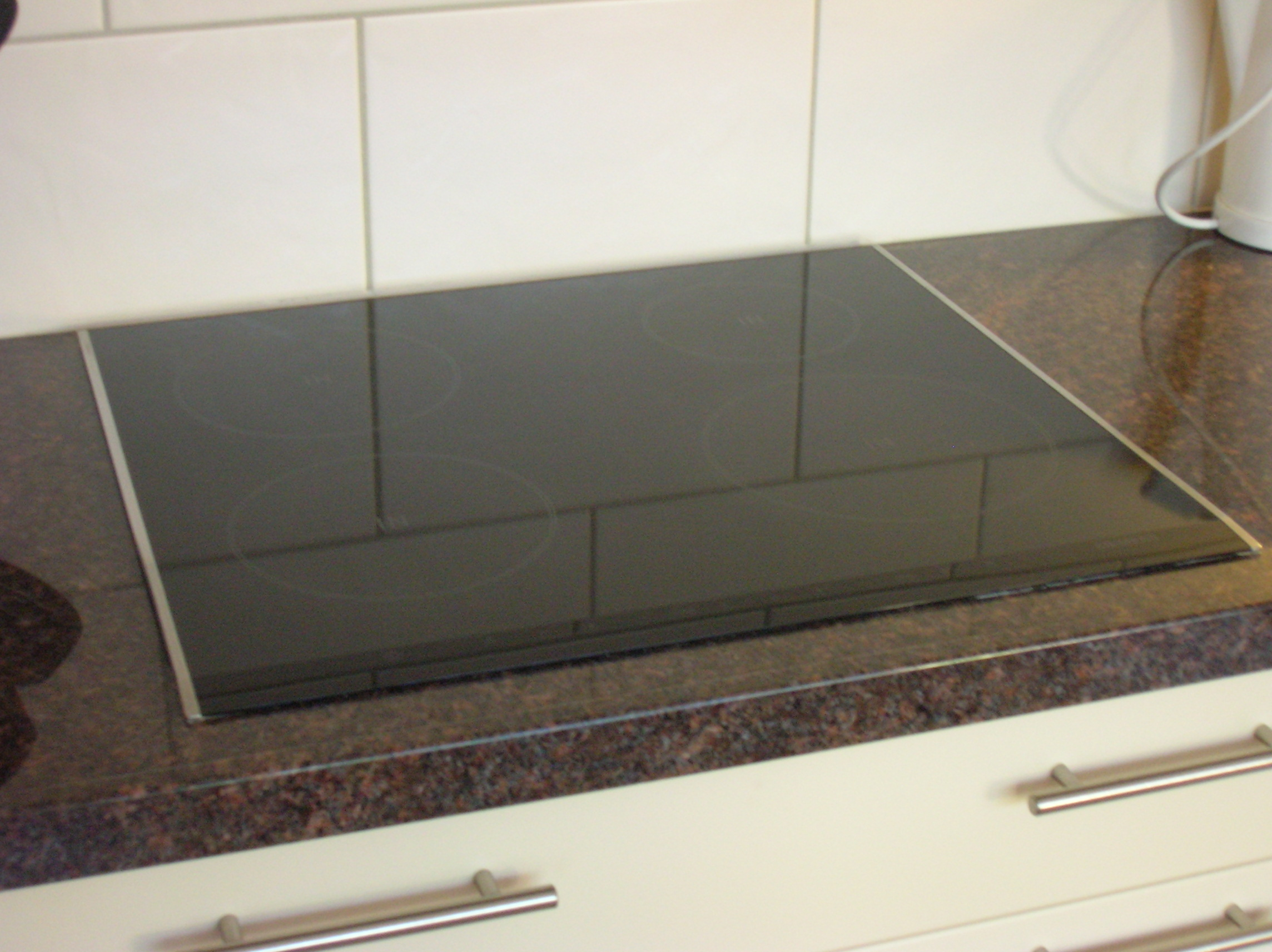
Felülnézetben

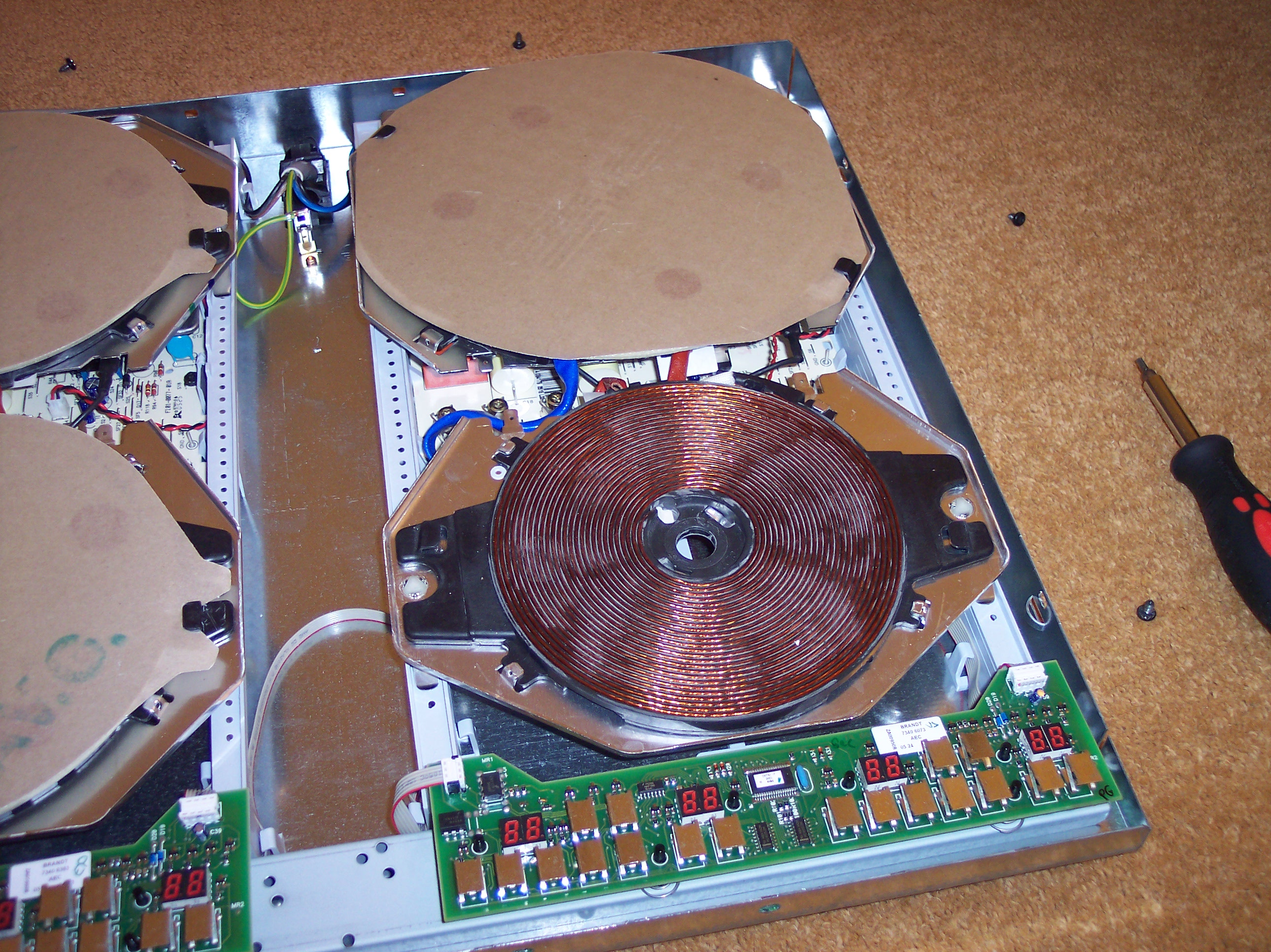
Egy indukciós tűzhely belseje

Az indukciós főzés lényege, hogy a hő közvetlenül az edényben keletkezik, így a hő nagyobb részét maga az étel veszi fel. Az üvegkerámia főzőfelület csak az edénytől veszi át a meleget. A hálózatból felvett energia a főzőfelületen lévő edény méretétől és tulajdonságaitól függ. Az edényben létrehozott hő az edény fizikai tulajdonságainak, valamint alakjának és a mágneses térben való elhelyezkedésének a függvénye. Minden fémtárgy, amely időben gyorsan változó irányú mágneses térbe kerül, például egy acél evőeszköz, felmelegedhet.
Indukciós főzéshez csak mágnesezhető anyagokból (például vastag vaslemez, zománcozott öntöttvas stb.) készült edények alkalmazhatók. A rozsdamentes acél nem minden esetben mágnesezhető, ezért általában szendvics kialakításban, vasmaggal készítik, hogy indukciós tűzhelyen is használható legyen, amit az edényen külön is jelölnek.

## Az indukciós tűzhely
Az indukciós tűzhely az indukciós melegítés egy fajtáját használja. A legfőbb különbség a többi tűzhelytípushoz képest az, hogy itt a hő közvetlenül a tűzhelyre tett edényben keletkezik, nem pedig a tűzhelyben, ami aztán átadja ezt a hőt az edénynek. Michael Faraday angol fizikus és kémikus fektette le 1831-ben az elektromágneses indukció törvényeit első alkalommal.
Az indukciós tűzhelyekben egy réztekercs (egy elektromágnes) van, amire váltakozó áramot kapcsolnak, így egy oszcilláló mágneses mezőt hoz létre. Ezen mágneses mező hatására keletkezik hő a fölé helyezett edényben.
Az indukciós tűzhelyek gyorsabban melegítenek, és nagyobb hatásfokkal alakítják az elektromos áramot hővé, így energiatakarékosabbak, mint az elektromos fűtőszállal működő hasonló eszközök. Emellett előnyük az is, hogy – mivel a hő közvetlenül csak az edényben keletkezik – sokkal kisebb az égési sérülés veszélye, hiszen főként az edény forrósodik fel, maga a tűzhely pedig kevésbé. Az energiatakarékosság másik oka, hogy a tűzhely a körülötte lévő levegőt közvetlen módon nem melegíti, ezért ebből nem adódik energiaveszteség.
Lehetséges olyan indukciós tűzhelyet építeni, amely nem ferromágneses (például alumínium- vagy réz-) edényekkel is működik, de egy nagy permeabilitású acéledény a rendszert sokkal hatásosabbá teszi, például azáltal, hogy nagyobb távolságot enged meg a tekercs és az edény között. A legtöbb indukciós tűzhelyet ferromágneses edényekhez tervezik, így az elektromos szigetelőanyagból (például üvegből vagy kerámiából) készült edényeket nem képes felmelegíteni.[forrás?]
Mivel a hőt az indukált áram generálja, az edény ellenállásából származó feszültségesésből (ami a felhasznált energiával arányos) a tűzhely meg tudja állapítani, hogy van-e edény rajta (vagy hogy felforrt-e a tartalma). Ezáltal lehetséges például a forraláshoz szükséges legkisebb hőmérséklet automatikus kiválasztása vagy a főzőlap automatikus kikapcsolása, amikor az edényt eltávolítják róla.

## Előnyei

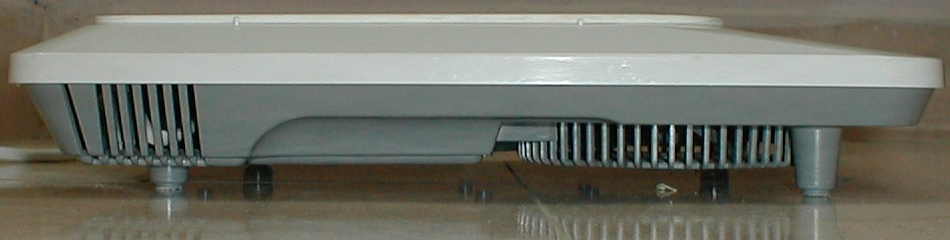
Oldalnézetben

Ennek a láng nélküli tűzhelynek több előnye is van a hagyományos gáz- és villanytűzhelyekkel szemben, például azonnal melegít, hatékonyabban használja fel a hőt, miközben legalább olyan pontosan szabályozható, mint a gáztűzhely. Olyan helyzetekben, amikor egy hagyományos tűzhely veszélyes vagy nem engedélyezett, az indukciós tűzhely ideális, mivel maga a főzőlap és a körülötte lévő levegő kevésbé melegszik fel.
Az indukciós tűzhely biztonságosabb a hagyományosnál, mivel nincs nyílt láng, és maga a főzőlap csak a főzőedény hőmérsékletét éri el. Egyszerűbb a tisztítása, mivel a főzőlap lapos és sima, annak ellenére, hogy több indukciós zónája is lehet. Ezenkívül az étel kevésbé ég rá a főzőlapra, hiszen az jóval hidegebb, mint az edény és annak tartalma.
A gázzal való összehasonlítás során az elektromos és a gázenergia relatív költségei, valamint a villamosenergia-termelés hatékonysága befolyásolja az általános környezeti hatékonyságot és a felhasználói költségeket, így előfordulhat, hogy az indukciós tűzhely üzemeltetése nagyobb költséggel jár, mint a gázüzemű tűzhelyeké.